# Uwe Fahrenkrog-Petersen
Jörn Uwe Fahrenkrog-Petersen (* 10. März 1960 in West-Berlin) ist ein deutscher Musikproduzent und Komponist.

## Leben
Fahrenkrog-Petersen war Keyboarder und Komponist der Neue-Deutsche-Welle-Band Nena. Er komponierte u. a. die Musik zu den Stücken Nur geträumt, Irgendwie, irgendwo, irgendwann und 99 Luftballons, das in 52 Ländern Platz eins und Platz zwei der US-Billboardcharts erreichte. Als sich die Gruppe 1987 auflöste, ging Fahrenkrog-Petersen als Komponist und Produzent nach New York. Er gründete dort zusammen mit dem Sänger Jean Beauvoir die Heavy-Metal-Band Voodoo X, deren Debütalbum The Awakening vom englischen Metal Hammer zum Rock-Album des Jahrzehnts gekürt wurde.
Zurück in Deutschland, arbeitete er ab 1992 vier Jahre an einem Rock-Musical Nostradamus, das jedoch nie aufgeführt wurde.  Parallel dazu schrieb er weiter Musik für deutsche Gameshows sowie für den Fernsehpreis Goldene Kamera. Er komponierte die Musik für die Eröffnungsfeier des Sony Centers in Berlin und trat dort mit der japanischen Trommelband Kodo auf. Für die amerikanische Boyband *NSYNC schrieb und produzierte Fahrenkrog-Petersen im Jahre 1997 einen Song für ihr Debütalbum.
Im Januar 2002 erneuerte Fahrenkrog-Petersen seine Zusammenarbeit mit Nena. Es entstand das Album 20 Jahre – Nena feat. Nena, ein Album mit Neueinspielungen großer Nena-Hits, das sich 55 Wochen in den deutschen Albumcharts hielt.
Ab Mai 2003 wirkte er als Komponist und Juror in der Fernsehcastingsendung Popstars mit und setzte parallel seine Zusammenarbeit mit Nena fort, die den beiden im Jahr 2005 mit der Single Liebe ist einen weiteren Nummer-eins-Hit bescherte. Das dazugehörige, von ihm produzierte und mit Platin ausgezeichnete Doppelalbum Willst du mit mir gehn erreichte wiederum Platz zwei der Charts.
Er produzierte 2006 das Popduo Milk & Honey und im gleichen Jahr auch das Comeback-Album von Kim Wilde, Never Say Never. Im Jahr 2007 produzierte er die englischsprachige CD von Nenas Doppel-Album Cover Me.
Fahrenkrog-Petersen arbeitete auch als Komponist für internationale Filme, darunter der mit zwei Golden Globes nominierte Kinofilm Igby goes down mit Susan Sarandon und Jeff Goldblum. Für dessen Soundtrack setzte er auf eine Mischung aus japanischen Taiko-Trommeln und den Klängen des Prager Symphonieorchesters. Außerdem produzierte und komponierte er für die deutsche Girlband Fräulein Wunder ihr gleichnamiges Album.
2020 schrieb er die Musik für das Musical Wüstenblume. Das Erscheinen der Verfilmung ist für 2028 angekündigt.

## Diskografie
Von 2011 bis 2013 arbeitete Fahrenkrog-Petersen mit dem ehemaligen Modern-Talking-Sänger Thomas Anders als Songschreiber, Produzent und als Mitglied des Duos Anders | Fahrenkrog zusammen.
Die Single Gigolo stieg nur auf Platz 40 ein, das Album Two schaffte es auf Platz 11.
2012 nahm er an der Seite der Tänzerin Helena Kaschurow an der fünften Staffel von Let’s Dance teil und schied mit ihr in der ersten Runde aus.
Seit 2012 arbeitete er hauptsächlich an der Entwicklung von drei Musicals, von denen das erste (Wüstenblume) am 22. Februar 2020 am Theater St. Gallen Premiere hatte.

## Privates
Uwe Fahrenkrog-Petersen lebt zusammen mit seiner Frau Christin und ihren beiden Töchtern in Berlin.
Sein zwei Jahre jüngerer Bruder Lutz Fahrenkrog-Petersen arbeitet ebenfalls als Produzent – zum Beispiel für die Bands Juli, Peaches, Ute Lemper oder David Hasselhoff.